# Affoltern im Emmental
Affoltern im Emmental é uma comuna da Suíça, situada no distrito administrativo de Emmental, no cantão de Berna. Tem 11,5 km² de área e sua população em 2018 foi estimada em 1.097 habitantes.